# Hamburgischer Correspondent
Der Hamburgische Correspondent war die erste in Hamburg regelmäßig erscheinende Tageszeitung.

## Geschichte
Der erste Verleger der Zeitung war Hermann Heinrich Holle aus Schiffbek. Von 1712 bis 1714 gab er zunächst den Holsteinischen Zeitungscorrespondenten heraus. Am 29. April 1721 erschien die Zeitung erneut als Holsteinischer Correspondent. Ab 1731 hieß die Zeitung Hamburgischer Correspondent.
1731 übergab Holle die Zeitung seinem Schwiegersohn Georg Christian Grund. Nach dessen Tod blieb die Zeitung im Familienbesitz der „Grund'schen Erben“.
Die Zeitung war lange Zeit das „meistgelesene und einflussreichste Blatt Europas“.
In der Zeit von 1870 bis 1874 war Julius von Eckardt Chefredakteur.
Von 1899 bis 1906 war Hermann Diez Chefredakteur.
In der Zeit der Weimarer Republik wurde die Zeitung von der Hamburger Börsenhalle GmbH herausgegeben und diente als Parteizeitung der Deutschen Volkspartei (DVP). Die Auflage früherer Jahre wurde nicht mehr erreicht. Im Jahre 1934 wurde das Blatt durch den Verlag Hermann’s Erben übernommen und erschien nur noch als Untertitel der Hamburger Nachrichten.